# تشارلز إي. تشيني
تشارلز إي. تشيني (بالإنجليزية: Charles E. Cheney)‏ هو قسيس أمريكي، ولد في 12 فبراير 1836، وتوفي في 15 نوفمبر 1916.

## وصلات خارجية
- تشارلز إي. تشيني على موقع الموسوعة البريطانية (الإنجليزية)